# Oryctes
Oryctes es un género de escarabajos rinoceronte de la familia Scarabaeidae y subfamilia Dynastinae. Es importante económicamente, ya que incluye algunas importantes plagas de palmeras.
En la actualidad hay 42 especies dentro del género:
- Oryctes agamemnon Burmeister, 1847
- Oryctes amberiensis Sternberg, 1910
- Oryctes anguliceps Fairmaire, 1901
- Oryctes ata Semenov & Medvedev, 1932
- Oryctes augias (Olivier, 1789)
- Oryctes boas (Fabricius, 1775)
- Oryctes borbonicus Dechambre, 1986
- Oryctes capucinus Arrow, 1937
- Oryctes centaurus Sternberg, 1910
- Oryctes cherlonneixi Dechambre, 1996
- Oryctes chevrolatii Guérin-Méneville, 1844
- Oryctes colonicus Coquerel, 1852
- Oryctes comoriensis Fairmaire, 1893
- Oryctes congonis Endrödi, 1969
- Oryctes curvicornis Sternberg, 1910
- Oryctes dollei Fairmaire, 1897
- Oryctes elegans Prell, 1914
- Oryctes erebus Burmeister, 1847
- Oryctes forceps Dechambre, 1980
- Oryctes gigas Laporte de Castelnau, 1840
- Oryctes gnu Mohnike, 1874
- Oryctes gracilis Prell, 1934
- Oryctes heros Endrödi, 1973
- Oryctes hisamatsui Nagai, 2002
- Oryctes latecavatus Fairmaire, 1891
- Oryctes mayottensis Dechambre, 1982
- Oryctes minor Waterhouse, 1876
- Oryctes monardi Beck, 1942
- Oryctes monoceros (Olivier, 1789)
- Oryctes nasicornis (Linnaeus, 1758) - specie tipo (como Scarabaeus nasicornis L.)
- Oryctes nudicauda Arrow, 1910
- Oryctes ohausi Minck, 1913
- Oryctes owariensis Beavois, 1807
- Oryctes politus Fairmaire, 1901
- Oryctes proxilus Wollaston 1864
- Oryctes pyrrhus Burmeister, 1847
- Oryctes ranavalo Coquerel, 1852
- Oryctes rhinoceros (Linnaeus, 1758
- Oryctes richteri Petrovitz, 1958
- Oryctes sahariensis de Miré, 1960
- Oryctes simiar Coquerel, 1852
- Oryctes sjoestedti Kolbe, 1905
- Oryctes tarandus (Olivier, 1789)
- Oryctes vicinus Gahan, 1900